# أفيس أكرس
أفيس أكرس (بالإنجليزية: Thyra Avis Mary Acres)‏ هي فنانة نيوزيلندية، ولدت في 26 مارس 1910 في ويلينغتون في نيوزيلندا، وتوفيت في 15 أكتوبر 1994 في تاورانجا في نيوزيلندا.